# Ḍamma
Le ḍamma (ضَمَّة en arabe, littéralement « arrondissement des lèvres ») est un signe diacritique de l’écriture arabe indiquant la vocalisation brève [u] de la lettre qu’il modifie. Il est composé d’une boucle placée au-dessus de la lettre.
Ses caractères Unicode sont 0640 et 064F.